# Дворец великого князя Алексея Александровича
Дворец великого князя Алексея Александровича («Дом музыки», «Алексеевский дворец») — один из великокняжеских дворцов Санкт-Петербурга, расположенный на набережной Мойки. Построен М. Е. Месмахером для великого князя Алексея Александровича в 1882—1885 гг.
С февраля 2006 года в здании располагается Санкт-Петербургский Дом музыки — учреждение, основная цель которого состоит в сохранении и развитии традиций классического музыкального искусства, а также подготовка студентов и выпускников консерваторий к международным конкурсам и фестивалям.

## История
До передачи участка земли под строительство дворца на территории между рекой Мойкой, Английским проспектом и Шафировской улицей (современная улица Писарева) располагались строения бывших владельцев — церемониймейстера Сабурова, генерал-майора Альбрехта и других. В 1872—1882 годах особняком владел хозяин машиностроительных заводов Исаак Миронович Малкиель (1844—1881); после смерти И. М. Малкиеля, его вдова Раиса Яковлевна продала особняк (1882).
В 1882 году участок приобрело Дворцовое ведомство для назначенного главным начальником флота и морского ведомства сына Александра Второго — великого князя Алексея   Александровича.
Уже в 1883 году архитектором М. Е. Месмахером начинается проектирование нового дворца. Для экономии и ускорения хода строительства в новое здание были встроены сохранившиеся на участке постройки. По пожеланию Великого князя был выбран стиль, слегка напоминающий французские шато.
После смерти князя Алексеевский дворец унаследовали его братья — Владимир и Павел, а также племянник Михаил Александрович. Новые владельцы сдавали в аренду пустующий дворец и прилегающие к нему сад и оранжерею. Например, в продолжение 18 месяцев его занимало германское посольство.
После революции современный Дом Музыки был Домом пионеров, автошколой, в блокаду в нём размещался склад, и к 2005 году здание находилось в аварийном состоянии.

## Реставрация для размещения Дома музыки
Новый этап в истории здания начинается с октября 2005 года, когда по инициативе Министерства Культуры России было принято решение о создании Дома Музыки в Санкт-Петербурге. Огромную роль в этом сыграл бывший ректор Санкт-Петербургской консерватории Сергей Ролдугин, ставший первым художественным руководителем нового учреждения и инициатором реставрации дворца.
Реставрация и реконструкция здания по проекту института «Ленпроектреставрация» велась с 2006 по 2009 годы на средства благотворителей, а затем и на бюджетные средства. Объём вложенных в проект инвестиций из городского бюджета составил 800 млн рублей. Реставрацией фасадов и парадных интерьеров занималась компания «Интарсия», часть фасадных и других строительных работ выполнило ООО НПХК «Ремстройкомплекс».
В 2009 году в здание переехала администрация Дома музыки, однако первые концерты в Английском зале дворца, ставшем концертным залом Санкт-Петербургского Дома музыки, состоялись только в апреле 2011 года.

## Архитектура и интерьер

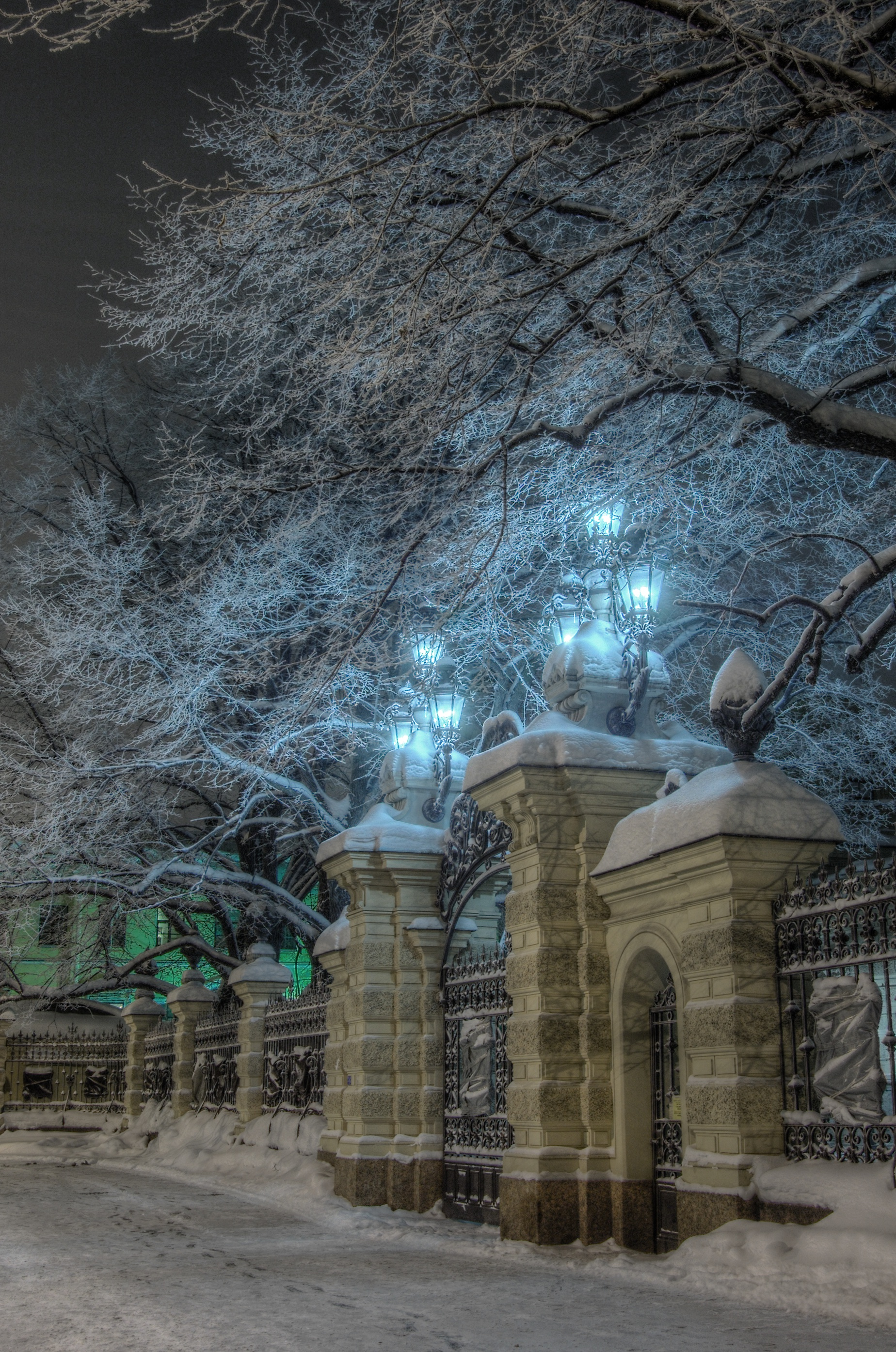
Ворота с великокняжеским вензелем

Архитектура дворца крайне эклектична. Вход во дворец устроен через парадный и собственный вестибюли (подъезды), первый из которых сохранил облик со времён прежних владельцев и не был полностью переделан М. Е. Месмахером. Со стороны Собственного подъезда, в восточном флигеле здания, Месмахер поместил три помещения — Китайскую и Фламандскую гостиные, а также Английский зал с отделанным лепниной потолком в стиле английских лепных плафонов XVI-XVII веков, камином и украшенными резьбой дверьми, а также дубовой филенчатой панелью — он являлся самым большим и красивым помещением дворца. С 2011 года Английский зал стал концертным залом Дома музыки.
Из других объектов можно выделить Кабинет великого князя, Залу, Большую столовую, Красную гостиную и другие.